# ALL FOR YOU (安室奈美恵の曲)
『ALL FOR YOU』（オール・フォー・ユー）は、日本の元女性歌手・安室奈美恵の単独名義では27作目のシングル。

## 解説
2004年第2弾シングル。このシングルから韓国でも同時リリースされることとなった。当時同じヴィジョンファクトリー（現：ライジングプロダクション）所属で親交もあった観月ありさが主演したフジテレビ火10ドラマ『君が想い出になる前に』の主題歌。「I HAVE NEVER SEEN」以来、約5年6か月ぶりのドラマ主題歌となった。
詞を手掛けたのは、安室のシングルでは「Stop the music」の作詞を担当した渡辺なつみ。曲を手掛けたのは、RUI「月のしずく」、中島美嘉「雪の華」などで知られる松本良喜。MVは千葉県館山市の海岸で撮影された。
同年7月24日には、韓国・ソウルで開催された「2004 MTV BuzzASIA Concert」に日本代表パフォーミングアーティストとしてAIと出演した。「Put 'Em Up」「ALARM」「ALL FOR YOU」を歌ったほか、SUITE CHICでのAIとのコラボナンバー「Uh Uh,,,,,,」もAIとデュエットした。
なお、安室個人シングルとしてCCCD仕様での発売は本作が最後となった。
ライブではほとんど歌われず、歌われたのは上記イベントやテレビ歌番組出演時他、Queen of Hip-Popツアー・LIVE STYLE 2014の日替わり曲としての公演のみである。『namie amuro BEST FICTION TOUR 2008-2009』では「White Light」に代わって歌われる予定だったが「White Light」の人気が高かったため、結局「ALL FOR YOU」が歌われることはなかった。
また、韓国人男性グループのNoel（ノエル）が「All for you」のタイトルで2006年2月発売のアルバム『It Was All You』に収録しカバーした。

## 売上記録
オリコン調べによると、10週連続でトップ50をキープ。オリコン2004年間シングルチャートで86位を獲得した。さらに『COUNT DOWN TV』2004年間総合ランキングで78位、『HEY!HEY!HEY! MUSIC CHAMP』2004年間パーフェクトランキングでも39位を獲得している。

## 収録曲
1. ALL FOR YOU
作詞：渡辺なつみ
作曲：松本良喜
編曲：安部潤, 松本良喜
フジテレビ火10ドラマ『君が想い出になる前に』主題歌
2. butterfly
作詞・作曲・編曲：AKIRA
3. ALL FOR YOU (Instrumental)
4. butterfly (Instrumental)

## 楽曲の収録アルバム・PV集
ALL FOR YOU
- 7thアルバム『Queen of Hip-Pop』
- ベスト・アルバム『BEST FICTION』
- バラード・ベスト・アルバム『Ballada』
- DVD『FILMOGRAPHY 2001-2005』